# Dyrup Kirke
Dyrup Kirke er en folkekirke beliggende i Dyrup Sogn på Fyn, cirka 6 km syd for Odense. Kirken er indviet 5. oktober 1986, og fungerede oprindelig som kirkedistrikt under Sanderum Sogn, men blev udskilt som selvstændigt sogn 1989. Den huser også FDF Odense 2 Dyrup.
Ønsket om en kirke i landsbyen kan føres tilbage til 1963, hvor man udpegede en grund på Tranehøjen til formålet. Odense Kommune gav tilladelse til kirkebyggeriet ti år senere, og 1976 blev grunden erhvervet. Der afholdtes arkitektkonkurrence 1977, der resulterede i, at Holger Jensen fik opgaven.

## Bygning
Kirken er opført i gule teglsten uden synlig sokkel og kendetegnes ved de to halvgavle med forskudt sammenstød samt et af arkitektens typiske, slanke tårne der hæver sig fra bygningens midte. Kirken er opført som en centerkirke med en stor kirkesal og tilstødende møderum, kontorer og et forsamlingsrum, der kan åbnes ind til kirkesalen, når der er behov for flere siddepladser.
Kirkesalen er kendetegnet ved sit åbne og rolige udtryk, der fremkommer både igennem rummets proportioner, ensartetheden i dets materialer og farvetoner og ikke mindst igennem de store vinduespartier, særlig mod øst hvor hele væggen er udført som et panorama til en atriumgård.
Tårn og tagkonstruktion har siden 2003 været indkapslet af zink, som følge af de svære skader, stormen i december 1999 forårsagede på bygningen.

## Inventar
Inventaret stammer næsten udelukkende fra opførelsen og er udført efter Holger Jensens tegninger. Både alterbord og døbefont er udført i samme gule tegl som bygningen. Altersølvet og dåbskanden er udført 1986 af guldsmedene Hjørdis og Iben Hougård, Kolding.
Atriumgården øst for kirkesalen må anses som kirkens altertavle. Den I den er anlagt en have med et vandspejl, der står i forbindelse med døbefonten i salen og symboliserer Jordanfloden, hvor Jesus blev døbt. Bag dette er plantet et cedertræ med henvisning til Salomons Tempel (jf. 1. Kong 7,2-11), og bag alterbordet står et kærlighedstræ, en figen (med henvisning til Syndefaldets, 1 Mos, 3, 6-7) og en vin, der henviser til Nadversakramentet. Endelig er der plantet benved ved ligkapellet i havens søndre ende, hvis tilsyneladende visnende gulligtgrønne blade henviser til livet efter døden. Ideen om at integrere have og kirkerum havde Holger Jensen udviklet i sit arbejde med Vestervang Kirke,Helsingør (1966-82).

## Eksterne kilder og henvisninger
- Wikimedia Commons har flere filer relateret til Dyrup Kirke
- Dyrup Kirke Arkiveret 19. september 2015 hos  Wayback Machine hos KortTilKirken.dk
- Dyrup Kirke Arkiveret 5. maj 2015 hos  Wayback Machine hos danmarkskirker.natmus.dk (Danmarks Kirker, Nationalmuseet)